# A-356
La A-356 es una carretera autonómica andaluza que une las poblaciones de Casabermeja y Torre del Mar, ambas en la provincia de Málaga. Transcurre en su totalidad por suelo de dicha provincia. Además muchas personas provenientes de las provincias de Córdoba y Sevilla la usan de atajo para llegar antes a pueblos costeros como Torre del Mar, Torrox, Nerja o Almuñécar sin tener que soportar los atascos de la A-45 y la A-7 a la entrada de Málaga.

## Tramos
| Denominación | Tramo                   | Año servicio / Estado (2025)     | km  |
| ------------ | ----------------------- | -------------------------------- | --- |
| A-356-R      | Torre del Mar- A-7      | 1996                             | 1,1 |
| A-356        | A-7 -Vélez-Málaga       | 1996                             | 0,5 |
|              | Vélez-Málaga - Trapiche | Pendiente de estudio informativo | 5,6 |

## Poblaciones que atraviesa y enlaces
- Enlace con la A-7000 (Colmenar).
- Enlace con la A-402 (La Viñuela-Moraleda de Zafayona).
- Vélez-Málaga.
- Enlace con la A-7 (al norte de Torre del Mar).